# Zidovudin
Zidovudin (auch Azidothymidin, kurz AZT) ist ein chemisches Derivat des Nukleosids Thymidin. Pharmakologisch gehört es zu den nukleosidischen Reverse-Transkriptase-Inhibitoren (NRTI), einer Gruppe antiretroviraler Substanzen. Zidovudin (Handelsname auch Retrovir) dient zur Behandlung HIV-1-infizierter Patienten im Rahmen einer antiretroviralen Kombinationstherapie.
Es wird von der Firma GlaxoSmithKline vertrieben.

## Chemie
Azidothymidin (AZT) ist ein Nukleosid aus Thymin und einer modifizierten Desoxyribose mit einer Azidfunktion statt der Hydroxygruppe an 3′-Position.

## Geschichte
AZT wurde erstmals 1964 von Jerome P. Horwitz synthetisiert, der zu dieser Zeit als Wissenschaftler an der Michigan Cancer Foundation arbeitete. Ursprüngliches Ziel war es, ein Medikament zur Behandlung von Krebs zu entwickeln, was jedoch nicht gelang. Im Februar 1985 wies der NIH-Wissenschaftler Hiroaki Mitsuya die Wirksamkeit der Substanz gegen HIV nach. Diese beruht auf der Fähigkeit des Medikaments, die Aktivität des Enzyms Reverse Transkriptase (RT) zu blockieren. Dieses Enzym nutzt das HI-Virus zur Replikation seiner RNA, also für das Umschreiben seines Genoms in DNA. Es erfüllt damit eine entscheidende Funktion bei der Vermehrung des Virus. Kurz darauf kaufte der Pharmakonzern Burroughs-Wellcome (jetzt GlaxoSmithKline) die Rechte an der Substanz auf und beantragte 1986 erfolgreich ein Patent auf AZT als HIV-Medikament, das (für das Monopräparat) 2005 auslief. Die amerikanische Food and Drug Administration (FDA) erteilte am 20. März 1987 die Zulassung für AZT als Medikament zur Behandlung von HIV; 1990 erfolgte die Zulassung als Präventionsmedikament. Burroughs-Wellcome hatte schon in den 1960er Jahren die antivirale Wirksamkeit erkannt und stellte den Stoff zur Verfügung, als die Gruppe am National Cancer Institute um Samuel Broder, Horoaki Mitsuya und Robert Yarchoan 1984 systematisch Virostatika gegen HIV testete.
In den Anfängen der AZT-Behandlung wurden wesentlich höhere Dosen verabreicht als heute: Üblich waren 400 mg alle vier Stunden (sogar nachts). Diese Dosierung führte teils zu schweren Nebenwirkungen, u. a. Anämien. Moderne Behandlungspläne sehen geringere Dosen vor, die nur zwei- bis dreimal am Tag verabreicht werden. Unter einer Monotherapie oder einer Zweierkombination werden selten mehr als 500 bis 600 mg AZT pro Tag gegeben. Ziel ist es, die Lebensqualität des Patienten zu verbessern. Außerdem wird AZT heute nahezu immer mit anderen Medikamenten kombiniert, um einer Mutation des HI-Virus in eine AZT-resistente Form entgegenzuwirken – es ist wesentlich unwahrscheinlicher, dass das Virus zwei Resistenzen entwickelt.

## Wirkungsweise
Zelluläre Enzyme wandeln AZT in drei aufeinanderfolgenden Schritten in das wirksame AZT-5′-Triphosphat (AZTTP) um. AZT-5′-Triphosphat entfaltet seine Wirkung auf zwei Wegen: als Nukleosidanalogon und somit konkurrierendes Substrat zum Thymidintriphosphat bedingt es die kompetitive Hemmung der reversen Transkriptase (RT) des HI-Virus. Durch seinen Einbau in die DNA stoppt es zum anderen die virale DNA-Synthese. Letzteres hat seine Ursache in der Abwesenheit einer 3′-Hydroxygruppe im AZT, die das Anfügen weiterer Nukleotide in die DNA-Kette unmöglich macht. Studien haben gezeigt, dass der Kettenabbruch der entscheidende Faktor der inhibitorischen Wirkung des AZT ist. AZT hemmt die virale RT etwa hundertmal effektiver als die zelluläre DNA-Polymerase. AZT hydrolysiert außerdem zum 3′-Amino-2′-desoxythymidin, dessen Triphosphat ein Substrat der DNA-Polymerase α ist.

## Nebenwirkungen
Häufige Nebenwirkungen von Zidovudin sind Kopfschmerzen, Übelkeit, Erbrechen, Appetitlosigkeit, Bauchschmerzen und gelegentlich auch Fieber. Schwerere Nebenwirkungen, insbesondere Anämie (Blutarmut), Neutropenie und Leukopenie (Verminderung der weißen Blutzellen), sind von der Dosis und der individuellen Konstitution des Patienten abhängig. Da AZT heute in wesentlich geringeren Dosen verabreicht wird als zu Zeiten seiner Markteinführung, treten schwere Nebenwirkungen nur noch gelegentlich auf. So werden Blutarmut und Verminderung der Leukozytenzahl, insbesondere wenn AZT im Rahmen einer Dreierkombination zusammen mit einem HIV-Proteaseinhibitor eingenommen wird, nur sehr selten beobachtet.
Die unerwünschten Nebenwirkungen von AZT könnten in der Empfindlichkeit der DNA-Polymerase γ begründet sein; diese Polymerase ist ein Enzym in den Mitochondrien der Zellen, das möglicherweise von AZT in seiner Funktion beeinträchtigt wird. Die mitochondriale Toxizität von AZT und die dadurch verursachten Zellschädigungen sind intensiv untersucht. Eine Studie zeigte, dass die mitochondriale DNA von Patienten nach zehnjähriger Behandlung Schädigungen zeigt, die den normalen Alterungsprozessen von zwei bis drei Jahrzehnten entsprechen. Die klinische Bedeutung dieser Erkenntnisse ist noch unklar.

## Concorde-Studie
Aufgrund der Ergebnisse der Mitte der 1990er Jahre durchgeführten großen Concorde-Studie mit 1749 HIV-Patienten musste die bis 1994 eingesetzte AZT-Dosierung erheblich reduziert werden. In dieser mehrjährigen Untersuchung (mittlere Beobachtungszeit 3,3 Jahre) wurde einer HIV-Patientengruppe sofort AZT verabreicht (877 Patienten), in einer weiteren HIV-Patientengruppe erfolgte die Behandlung zunächst mit Placebo und erst zu einem vergleichsweise späten Zeitpunkt mit AZT (872 Patienten). Die Concorde-Studie veränderte die mit AZT verbundenen Therapie-Erwartungen, denn in der sofort behandelten Patientengruppe kam es zu mehr Todesfällen (96:76), häufiger zu Therapieabbruch wegen schwerer Nebenwirkungen (99:38) und auch öfter zu einer Dosisreduzierung (148:37). Seit der weltweiten Verringerung der Dosierung und der Kombination von AZT mit weiteren Wirkstoffklassen Kombinationstherapie (HAART) haben sich die Überlebenschancen der HIV-Patienten wesentlich verbessert.

## Kritik an AZT
Die anfängliche Hoffnung, mit AZT den entscheidenden Schlag gegen HIV und AIDS führen zu können, stellte sich bald als überhöht dar. Neben der – besonders bei den früher üblichen hohen Dosierungen auftretenden – Toxizität machte vor allem die Resistenzentwicklung zu schaffen. Andere NRTIs (ab 1991) und andere Wirkstoffgruppen wie NNRTIs und HIV-Proteasehemmer (ab 1995) wurden daher entwickelt und die Medikamente vorzugsweise in Dreifachkombinationen im Rahmen der HAART eingesetzt. So ist eine bessere Kontrolle der HIV-Vermehrung möglich und es können deutliche Lebensverlängerungen erzielt werden. Durch die niedrigere Dosierung von AZT stellt die Toxizität ein im Vergleich zu früher geringeres Problem dar und die Resistenzentwicklung ist in der HAART erschwert. Auch Dreifachkombinationen können jedoch HIV nicht völlig ausschalten und auch in niedriger Dosierung ist besonders die mitochondriale Langzeittoxizität von AZT ein Problem. In manchen Situationen greift man daher bevorzugt auf neuere NRTIs wie Abacavir oder Tenofovir zurück. Abzuwarten bleibt, ob AZT nach Etablierung neuer Substanzen wie Fusionshemmer, Integrasehemmer, Korezeptorantagonisten und Maturationshemmer langfristig seinen heutigen Stellenwert behalten wird. Im Moment stellt AZT jedoch trotz aller Probleme und Schwächen selbst nach 20 Jahren noch einen unverzichtbaren Teil vieler Regime dar, da es erwiesenermaßen wirksam ist, das am besten erforschte und am längsten bekannte HIV-Medikament ist und z. B. auch die Liquorgängigkeit günstig ist.
Einige AIDS-Leugner behaupten trotz gesicherter wissenschaftlicher Erkenntnisse über den Zusammenhang von HIV und AIDS, dass nicht HIV AIDS verursacht, sondern unter anderem AZT.

## Herstellung
Mehrere vielstufige Synthesen für Zidovudin (englisch Zidovudine), ausgehend von Thymidin, sind in der Literatur beschrieben.

## Handelsnamen
Monopräparate
Retrovir (D, A, CH)
Kombinationspräparate
Combivir (D, A, CH), Trizivir (D, A, CH)

## Filme
In dem Film Dallas Buyers Club (2013) spielt die Wirkung von Zidovudin (AZT) eine wichtige Rolle. Auch in der Netflix-Serie „Pose“ werden insbesondere die anfänglich starken Nebenwirkungen der AZT-Therapie thematisiert.